# La Loretana Pucallpa
La Loretana – peruwiański klub piłkarski z siedzibą w mieście Pucallpa, stolicy regionu Ukajali.

## Osiągnięcia
- Copa Perú: 1995

## Historia
Klub założony został 1 maja 1971 roku i gra obecnie w lidze regionalnej.
Klub rozgrywa swoje mecze domowe na oddanym do użytku w 1946 roku stadionie Estadio Oficial.